# Herrngiersdorf
Herrngiersdorf è un comune tedesco di 1 186 abitanti, situato nel land della Baviera.